# Memorial Fred De Bruyne
De Memorial Fred De Bruyne is een jaarlijkse wielerwedstrijd in het Oost-Vlaamse Berlare die sinds 1951 georganiseerd wordt. Oorspronkelijk stond de wedstrijd bekend als de klassieke kermisprijs voor beroepsrenners van Berlare. De wedstrijd is sinds 2009 vernoemd naar voormalig wielrenner en wielerverslaggever Fred De Bruyne, die in Berlare geboren werd en zelf de wedstrijd 3 keer won.

## Lijst van winnaars

### Meervoudige winnaars
| Overwinningen | Renner          | Land      | Jaren                              |
| ------------- | --------------- | --------- | ---------------------------------- |
| 6             | Oliver Naesen   | België    | 2014, 2015, 2017, 2018, 2021, 2024 |
| 3             | Fred De Bruyne  | België    | 1954, 1957, 1958                   |
| 2             | Richard Bukacki | Nederland | 1969, 1972                         |
| 2             | Dirk Heirweg    | België    | 1983, 1985                         |
| 2             | Jerry Cooman    | België    | 1991, 1992                         |
| 2             | Jo Planckaert   | België    | 1993, 1995                         |
| 2             | Hans De Meester | België    | 1994, 1996                         |

### Overwinningen per land
| Overwinningen | Land                                                           |
| ------------- | -------------------------------------------------------------- |
| 64            | België                                                         |
| 5             | Nederland                                                      |
| 1             | Verenigd Koninkrijk, Frankrijk, Australië, Litouwen, Noorwegen |